# Comú medieval
En l'edat mitjana, un comú podia ser:
- l'organització política de les ciutats del nord d'Itàlia que, malgrat que de iure pertanyien al Sacre Imperi Romanogermànic, de facto eren independents i controlaven els camps que les envoltaven. Posteriorment, algunes d'elles desaparegueren, annexades per les seves veïnes. D'altres creixeren i esdevingueren estats, sia republicans, com Gènova, o el Ducat de Florència, que més tard es convertiria en el Gran Ducat de Toscana. Aquest nom també és documentat a França a partir del segle xi;
- el sistema de furs (drets i privilegis) polítics, jurídics i civils concedits per un senyor a una ciutat, incloent-hi particularment el dret de jurar-se una fidelitat «comuna», que esdevé vassalla del senyor. Aquest sistema, confirmat per una carta, es desenvolupa a França i Anglaterra a partir del segle xii.

Fins al segle xii, els habitants de les ciutats estaven sotmesos a l'autoritat del senyor, igual que la gent de pagès, però el renaixement econòmic els suscità la voluntat de defensar els seus propis interessos amb noves normes, més igualitàries i modernes i sense tributs feudals. Per defensar els seus drets (gestió de les terres circumdants i del patrimoni episcopal, defensa de la muralla, construcció de nous edificis i control de les mercaderies), els ciutadans conclogueren pactes «comuns» que els associaven entre si i els alliberaven del jou del senyor. El primer objectiu dels comuns, donar-se regles autònomes i exercir directament les funcions del govern, fou assolit en major o menor mesura segons la força del poder central i els senyors feudals. Els poders polítics (prínceps territorials i reis) utilitzaren aquestes estructures per reforçar-se, tot limitant i controlant-ne l'extensió. La fundació del comú de Le Mans el 1066 fou el primer indici d'aquesta revolució a França, que aprofità el poder reial per començar a desmuntar el feudalisme afeblint els seus grans vassalls. Després de limitar-ne l'extensió fins a la dècada del 1150, Lluís VI de França canvià d'opinió i en fomentà la fundació.
Al regne d'Itàlia, des de la retirada de l'emperador Enric IV el 1097 i amb la revifada de l'agricultura i el comerç, les grans ciutats s'havien dotat d'una nova forma d'autogovern en què el poder ja no venia de l'Imperi, sinó del consens de la comunitat de ciutadans en forma del comú. Durant almenys cinquanta anys, les ciutats d'arreu d'Europa havien estat en desordre i qualsevol intent d'aprofitar el poder municipal va ser reprimit per l'Imperi, però a Itàlia a partir de finals del segle XI els municipis urbans havien adquirit un pes i una fortalesa inqüestionables.
Aquest moviment dels comuns fou un procés important en la lenta desaparició del feudalisme, que acabaria desembocant en la formació dels estats moderns: afeblí els grans senyors feudals en comparació amb la corona, car els privà de la riquesa de les ciutats.